# كوليمانيت
الكوليمانيت هو معدن من معادن البورات المميهة للكالسيوم، له الصيغة (CaB3O4(OH)3·H2O)، ويوجد في الرسوبيات التبخيرية في بيئات البحيرات القلوية. يصنف الكوليمانيت على أنه من المعادن الثانوية، والتي تشكلت من حدوث تغيرات في البورق والأوليكسيت.

## التاريخ
وصف الكوليمانيت لأول مرة سنة 1884 بعد العثور عليه في منطقة تقع في وادي الموت، وسمي بهذا الاسم نسبة إلى وليام كوليمان William Tell Coleman، والذي كان صاحباً للمنجم الذي عثر على المعدن فيه.

## الخصائص
له تألق فلوري أصفر شاحب، يمكن أن يكون له تألق فسفوري أخضر شاحب. للمعدن صفات كهربائية حرارية وانضغاطية عند درجات حرارة منخفضة.

## الاستخدامات
يعد الكوليمانيت من خامات البورون المهمة، وكان من أحد مصادر تعدين البورون إلى حين اكتشاف الكيرنيت سنة 1926. للكوليمانيت عدة استخدامات صناعية من بينها استخدامه في صنع زجاج البوروسيليكات.